# کلوستریدیوم تتانی
کلوستریدیوم تتانی یا باسیل نیکولایر عامل بیماری کزاز می‌باشد.
کلوستریدیوم تتانی گونه‌ای از جنس کلوستریدیوم است. این باکتری میله‌ای شکل و گرم مثبت و بی‌هوازی اجباری است. این باکتری دارای هاگ بوده و خاکزی می‌باشد. هاگ در معمولاً انتهایی یا نزدیک به انتها می‌باشد. آزمون‌های کاتالاز واکسیداز در جنس کلستریدیوم منفی می‌باشد. کلستریدیوم تتانی در سطح آگار خوندار ایجاد همولیز (خون‌کافت) و سوارمینگ می‌کند.
هاگ کلستریدیوم تتانی از راه خراش کوچک و بزرگ و زخم و شکستگی‌ها و غیره وارد بدن می‌شود، اگر شرایط رشد و افزونی آن فراهم باشد سم ترواش می‌کند. کلوستریدیوم تتانی سم قویی به نام تتانواسپاسمین تراوش می‌کند که عامل اصلی بروز علایم بیماری کزاز است. تتانواسپاسمین از راه لنف و خون به مراکز عصبی می‌رود.

## تاریخچه شناسایی
کلوستریدیوم تتانی برای نخستین بار بدست نیکولایر در سال ۱۸۸۴ از موشی که با خاک باغچه تزریق گردیده بود جدا گردید. وی وجود این باسیل را در خاک و چرک مشاهده نمود. کیتازاتو در سال ۱۸۸۹ کشت خالص این باسیل را به دست آورد. بهرینگ و کیتازاتو اولین بار سرم ضد کزاز را برای پیشگیری به کار بردند. رامون وزولر در سال ۱۹۲۶واکسیناسیون کزاز را ابداع کردند.

## توکسین باکتری
سلول‌های رویشی این باکتری توکسینی با وزن مولکولی ۱۵۰۰۰۰ کیلو دالتون ایجاد می‌کنند. ابتدا توکسین به گیرنده‌های غشاهای پیش سیناپسی و سپس از طریق انتقال آکسونی به جسم سلولی نورون‌های مغزی و نخاعی می‌رود. توکسین موجب تجزیه سیناپتوبروین می‌شود و در نهایت منجر به اسپاسم عضله و فلج می‌شود. حتی مقادیر کم این توکسین می‌تواند موجب مرگ شود.

## شکل و خصوصیات باکتری
کلستریدیوم تتانی، باسیلی یا میله‌ای مستقیم و باریکی به طول ۲ تا ۵ میکرون و عرض ۰٫۴ تا ۰٫۶ میکرون است. در بافت‌های آلوده و محیط کشت اکثراً به صورت منفرد و تک تک دیده می‌شود و به ندرت ممکن است چند باکتری به دنبال هم قرار گیرند و زنجیره کوتاهی ایجاد کنند. در محیط‌های کشت پس از ۲۴ تا ۴۸ ساعت هاگ باکتری تولید می‌شود. هاگ به صورت جسم کروی در انتهای باکتری قرار دارد بنابراین هاگ انتهایی است و منظره چوب کبریت یا چوبه طبل را به آن می‌دهد. در کشت‌های کهنه و قدیمی شکل میله‌ای باکتری از بین می‌رود و فقط هاگ باقی می‌ماند. همچنین باکتری در کشتهای جوان گرم مثبت است اما در کشت‌های چند روزه به تدریج گرم منفی می‌شود. در کشت‌های جوان به دلیل داشتن تاژک متحرک می‌باشد ولی پس از ایجاد هاگ از حرکت بازمی‌ماند. باکتری فاقد کپسول است.

## خصوصیات کشت و بیوشیمیایی

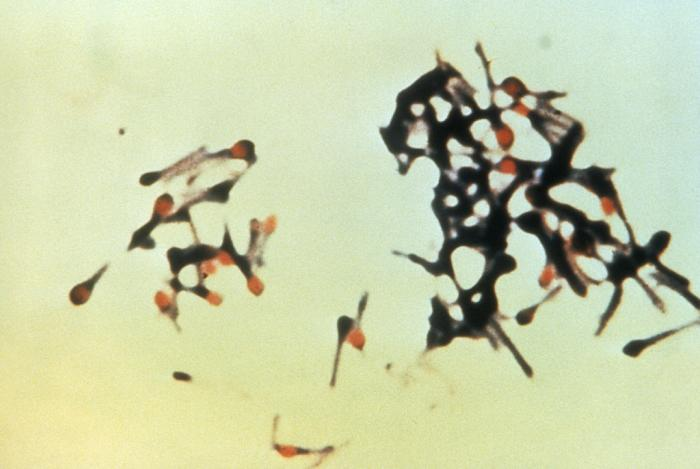
این میکروگراف گروهی از باکتری‌های کلوستریدیوم تتانی را نشان می‌دهد که عامل بیماری کزاز در انسان هستند.

در صورتی‌که شرایط بی‌هوازی فراهم باشد یا باکتری کزاز را همراه باکتری‌های هوازی کشت دهند، کلستریدیوم تتانی در تمام محیطهای مغذی آزمایشگاهی رشد می‌کند. کلونی‌های این باکتری در سطح آگار نامنظم بوده و مرکز کلونی متراکم و اطراف آن ریش‌ریش یا ریزوئید (شبیه ریشه درخت) به‌نظر می‌رسد. اما در عمق محیط‌های جامد کروی، کرک دار و پنبه‌مانند است.

در صورتی‌که محیط حاوی خون باشد همولیز می‌دهد و در اطراف کلونی‌ها منطقه بی‌رنگ همولیز نمایان می‌شود. به دلیل تحرک زیاد باکتری در محیط آگار خوندار، حالت سوارمینگ ایجاد می‌شود اما در صورتی‌که در محیط آگار خون سخت (داراری ۳٪ آگار)، حالت سوارمینگ ایجاد نخواهد شد و اطراف کلونی‌ها همان ریزوئید به وجود می‌آید. رشد باکتری در محیط‌های مایع در ابتدا با کدر شدن مختصر محیط همراه است اما به زودی باکتری‌ها رسوب می‌کنند و محیط شفاف می‌شود. در محیط‌های مایع حاوی قطعات کبد، گوشت یا مغز رشد باکتری فراوان بوده و بوی نامطبوعی ایجاد می‌کند. در ستون ژلاتین ابتدا باکتری در مسیر کشت رشد می‌کند و به تدریج رشته‌های پنبه‌ای مانندی در اطراف محور کشت ایجاد می‌شود و منظره برس را مجسم می‌کند سرانجام ژلاتین ذوب، سیاه رنگ و گازدار می‌شود.
کلستریدیوم تتانی هیچ‌یک از کربوهیدراتها را تخمیر نمی‌کند اما اضافه کردن گلوکز به محیط کشت ساده رشد این باکتری را تقویت می‌کند. در محیط شیر تورنسل اغلب تغییری ایجاد نمی‌کند ولی بعضی از سویه‌ها، با کندی شیر را منعقد می‌کنند. واکنش‌های احیاء نیترات و بلودو متیلن، اندول این باکتری منفی بوده ولی به میزان کمی H۲S تولید می‌کند.